# Azânia (Somália)
Azânia (em somali: Azaaniya, em árabe: أزانيا), oficialmente a República da Azânia (em somali: Dawladda Azaaniya), foi um estado autônomo autoproclamado de Jubalândia no sul da Somália que existiu de 2011 a 2013. Um grupo de políticos somalis proclamou a criação da Azânia em 3 de abril de 2011 em Nairóbi, com Mohamed Abdi Mohamed como seu presidente. As principais intenções do estado eram contestar o al-Shabaab, que controlava amplamente a Jubalândia.
O Governo do Quênia apoiou a criação da Azânia para criar um Estado-tampão entre o Quênia e a Somália, e para treinar e legitimar as milícias azanianas para lutar contra o al-Shabaab na Jubalândia. O Quênia lançou ainda a Operação Linda Nchi em outubro de 2011, enviando as Forças de Defesa do Quênia para combater o al-Shabaab na Jubalândia.
Vários intervenientes em Jubalândia contestaram a legitimidade do Governo da Azânia, tinha pouco controle de facto sobre o seu território entre o al-Shabaab, o Quênia e outras milícias somalis. A Azânia desapareceu de vista depois que os delegados formaram um novo governo de Jubalândia em 15 de maio de 2013, com o líder do Movimento Raskamboni, Ahmed Mohamed Islam Madobe, como presidente.

## Contexto
A Somália está em guerra civil desde 1991, dividindo-se em zonas de influência. O grupo al-Shabaab controlava Jubalândia, região da Somália que faz fronteira com o Quênia. O al-Shabaab lançou os atentados em Kampala em 2010 como vingança pelo apoio de Uganda à Missão da União Africana na Somália (AMISOM) e ao Governo Federal de Transição da Somália. Visando combater o terrorismo e reassentar refugiados somalis que fugiram para o Quênia, a partir de 2010, os quenianos procuraram criar um Estado-tampão entre si e o al-Shabaab em Jubalândia, do outro lado da fronteira Quénia-Somália. Para esse fim, o Quênia treinou cerca de 2.500 combatentes sob o comando de Mohamed Abdi Mohamed (Gandhi), o ex-ministro da Defesa no Governo Federal de Transição. O Quênia também deu apoio a Ahmed Mohamed Islam e ao Movimento Raskamboni.

## Proclamação
Em 3 de abril de 2011, após vários dias de combates com apoio aéreo queniano, o Governo Federal de Transição e o Movimento Raskamboni tomaram Dhobley, uma cidade a poucos quilômetros da fronteira com o Quênia, do al-Shabaab. No mesmo dia, uma conferência de Nairóbi declarou o estado de Azânia  e nomeou Mohamed Abdi Mohamed "Gandhi" como presidente. Gandhi declarou que a principal prioridade de Azânia era lutar contra o al-Shabaab. "Nosso objetivo ao estabelecer esta administração é primeiro libertar essas regiões", disse ele. "Não estamos nos separando da Somália."
O controle de Dhobley pela Azânia foi contestado por uma milícia rival apoiada pelo Quênia, o Movimento Raskamboni, que também lutou para tomar Dhobley. Enquanto o projeto Azânia foi amplamente apoiado pelos círculos intelectuais e políticos quenianos, Raskamboni teve apoio entre os oficiais quenianos-somalis. Em maio de 2011, oficiais do Governo Federal de Transição receberam uma delegação da Azânia em Dhobley. No entanto, os comandantes Raskamboni se recusaram a comparecer ao almoço e uma curta batalha armada irrompeu entre os grupos Azânia e Raskamboni. Mais tarde, um porta-voz do Raskamboni afirmou que não houve conflito com a Azânia. Em setembro, tanto a Azânia  quanto o Raskamboni tinham forças disputando Dhobley.

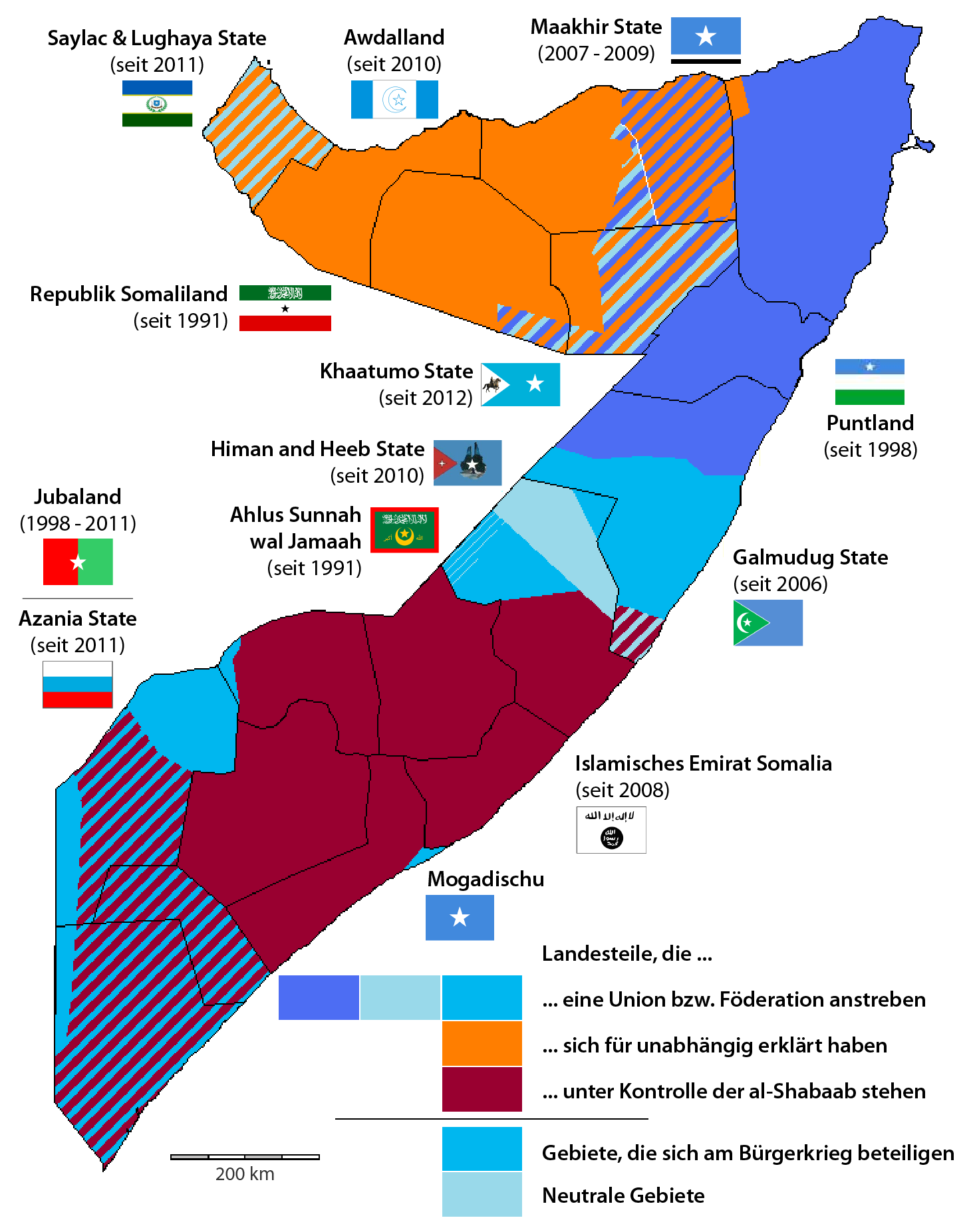
Mapa da situação política na Somália na época da proclamação da Azânia

No entanto, Ahlu Sunna Waljama'a (ASWJ) também se recusou a reconhecer a administração da Azânia. Em 29 de junho de 2011, Mohamed Abdi Kalil, o governador da região de Gedo para o Governo Federal de Transição, acusou o governo da Azânia de ter ligações com o al-Shabab e, além disso, lutar ao lado deles contra o Governo Federal de Transição.

## Outros eventos
Em outubro de 2011, o Quênia lançou a Operação Linda Nchi do exército queniano (com o apoio da Etiópia e do Governo Federal de Transição), terminando em 2012 com a expulsão parcial do al-Shabaab e a captura de Kismayo.
Em novembro de 2011, o Quênia retirou o apoio à Azania devido ao baixo desempenho militar e às objeções da Etiópia.
Em 15 de maio de 2013, um novo estado autônomo de Jubalândia foi proclamado, liderado por Ahmed Mohamed Islam Madobe, o líder do Movimento Raskamboni. O estado da Azânia não seria mencionado posteriormente.